# 라도네즈의 성 세르기

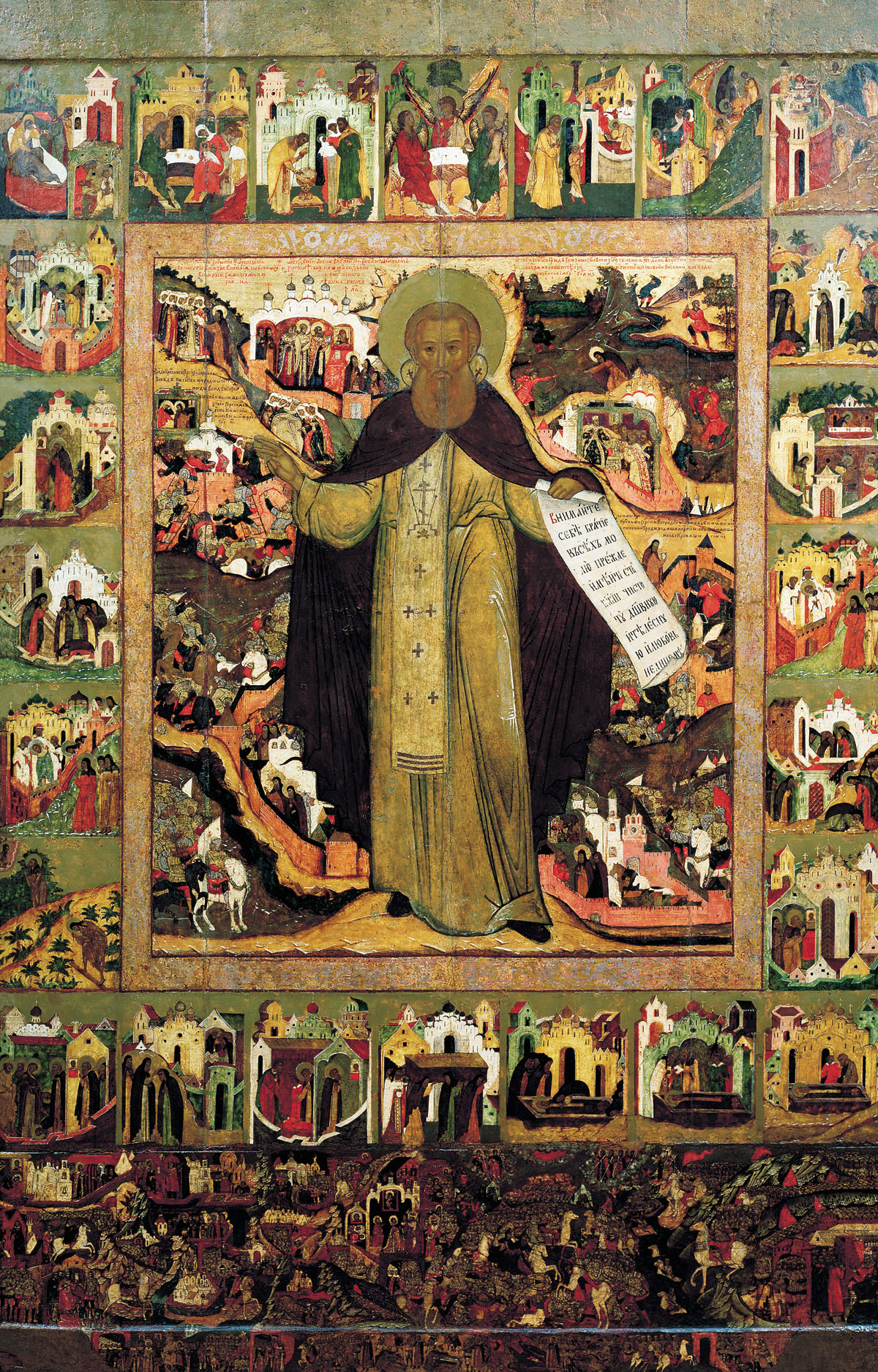

라도네즈의 성 세르기(러시아어: Сергий Радонежский, 로마자 표기: Sergiy Radonezhsky, 1314년 5월 14일 ~ 1392년 9월 25일)는 중세 러시아의 영적 지도자이자 수도원 개혁가였다. 사로프의 세라핌(Seraphim of Sarov)과 함께 그는 러시아에서 동방 정교회에서 가장 존경받는 성인 (종교) 중 한 명이다.

## 어린시절
출생 날짜는 불분명하다. 1314년, 1319년 또는 1322년일 수 있다. 그의 중세 전기에 따르면 그는 로스토프(야로슬라블주) 근처의 바르니치 수도원 근처의 보야르 가문인 키릴과 마리아 사이에서 태어났다.
세르기는 바르톨로메오 사도를 기리기 위해 바르톨로메오(러시아어: Варѳоломе́й, 로마자 표기: Varfolomei)라는 세례명을 받았다.
바르톨로메오는 똑똑한 소년이었지만 읽는 법을 배우는 데 큰 어려움을 겪었다. 그의 전기에 따르면 어느 날 스타레츠(영적 장로)가 그를 만나서 그에게 프로스포라(성스러운 빵) 한 조각을 주어 먹게 했고, 그날부터 그는 읽을 수 있게 되었다. 정교회 기독교인들은 이 사건을 천사의 방문으로 해석한다.
로스토프 공국이 모스크바 대공국의 이반 다닐로비치 왕자의 손에 넘어갔을 때 그의 부모 키릴과 마리아는 가난해졌고 세 아들 스테판, 바르톨로메오, 피터와 함께 라도네즈로 이주했다.